# Setianie
Setianie – gnostycy, autorzy dzieł, w których główną postacią jest syn Adama Set, ukazany jako ich praojciec.  Grupa istniała najprawdopodobniej do VII lub VIII w., ale wobec małej liczby zwolenników i uznania jej za heretycką, zanikła. Setiańskie dzieła wchodzą w skład Biblioteki z Nag Hammadi. W 2016 naukowcy z australijskich uczelni Machquarie University  oraz Sydney University zdołali przetłumaczyć z koptyjskiego księgę zaklęć i uroków (prawdopodobnie sporządzoną w Górnym Egipcie), która wiązana jest ze środowiskiem zwolenników Seta.